# Marillet

Marillet este o comună în departamentul Vendée, Franța. În 2009 avea o populație de 116 de locuitori.